# No-CD crack
این واژه فایل اجرایی را معرفی می کند که توسط یک کرکر یا هکر نرم‌افزاری تغییر یافته است.

در بسیاری از برنامه های نرم افزرای، به خصوص بازی ها شما به اجبار باید دیسک اصلی خود را برای اجرا به داخل درایو قرار بدهید تا برنامه قابلیت اجرا پیدا کند، در غیر این صورت با پیام خطای "دیسک اصلی داخل درایو نیست" مواجه می شوید.کرکرها با تغییرات در فایل اجرایی اصلی به قسمت چک کننده دیسک حمله کرده و آن را آنطور که خود می خواهند تغییر می دهندو بعد از جایگزینی فایل تغییر یافته با فایل اصلی نصب شده روی سیستم دیگر نیازی به قرار دادن دیسک داخل درایو نیست.

این گونه فایل ها که نیاز به دیسک دارند عموماً به عنوان یک قفل نرم‌افزاری صدا زده می شوند تا کاربران نتوانند دیسک را به راحتی کپی کنند به خصوص در ایران که قانون کپی رایت رعایت نمی‌شود.

گاهی اوقات گرفتن یک ایمیج و اجرای آن توسط نرم‌افزارهای قدرتمند درایوهای مجازی مانند Deamon Tools نیز جواب می دهد که عموماً این ایمیج ها به صورت فایلی کم حجم هستند که mini image صدا زده می شوند و در حد چند کیلوبایت حجم دارند.